# Google Workspace
Google Workspace (tên trước đây là G Suite, Google Apps for Work, hay Google Apps for Business) là một bộ ứng dụng năng suất điện toán đám mây và các công cụ phần mềm cộng tác và phần mềm được cung cấp bởi Google trên cơ sở đăng ký thuê bao.
Nó bao gồm các ứng dụng web phổ biến của Google như Gmail, Google Drive, Google Hangouts, Google Calendar, và Google Docs. Trong khi những sản phẩm này được cung cấp miễn phí cho người sử dụng, G Suite cũng cộng thêm các tính năng chuyên dùng trong kinh doanh như địa chỉ email tùy chỉnh theo tên miền của bạn (@congtycuaban.com), ít nhất 30GB dung lượng lưu trữ dành cho tài liệu và email, và hỗ trợ 24/7 qua điện thoại và email. Là một giải pháp điện toán đám mây, nó tiếp cận một cách khác từ phần mềm tăng năng suất văn phòng lập sẵn bằng cách lưu giữ thông tin khách hàng tại các trung tâm dữ liệu bảo mật của mạng lưới Google hơn là trên các máy chủ cục bộ truyền thống đặt tại các công ty.
Theo Google, hiện có hơn 5 triệu tổ chức trên toàn thế giới đang sử dụng Google Apps, trong đó 60 phần trăm các công ty thuộc Fortune 500.

## Lịch sử
- Ngày 10 tháng 2 năm 2006 - Google ra mắt bản thử nghiệm Gmail cho Tên Miền Của Bạn tại trường San Jose City College, lưu trữ các tài khoản Gmail với địa chỉ tên miền SJCC và các công cụ quản trị cho quản lý tài khoản.[6]
- Ngày 28 tháng 8 năm 2006 - Google giới thiệu Google Apps cho Tên Miền của Bạn, một bộ ứng dụng dành cho các tổ chức, doanh nghiệp. Bộ sản phẩm beta miễn phí bao gồm Gmail, Google Talk, Google Calendar, và ứng dụng Google Page Creator hiện đã được thay thế bằng Google Sites. Dave Girouard, khi đó là phó chủ tịch kiêm tổng giám đốc cho mảng doanh nghiệp của Google, đã tóm lược những lợi ích của sản phẩm này cho các khách hàng doanh nghiệp như sau: "Các tổ chức có thể phó thác cho Google, là chuyên gia trong việc cung cấp các dịch vụ chất lượng cao email, nhắn tin, và các dịch vụ mạng khác trong khi họ tập trung vào các nhu cầu của người sử dụng và công việc kinh doanh hàng ngày của mình."[7]
- Ngày 10 tháng 10 năm 2006 - Một phiên bản cho trường học được công bố, được biết đến như Google Apps cho Giáo dục.[8]
- Ngày 22 tháng 2 năm 2007 - Google giới thiệu Google Apps Premier Edition, một phiên bản khác so với bản miễn phí ở chỗ cung cấp thêm dung lượng lưu trữ (10GB cho mỗi tài khoản), APIs cho tích hợp doanh nghiệp, và thỏa thuận mức dịch vụ 99,9% thời gian vận hành không ngắt. Mức phí là $50 một năm cho mỗi tài khoản người dùng. Theo Google, các công ty tiên phong trong việc áp dụng Google Apps Premier Edition bao gồm Procter & Gamble, San Francisco Bay Pediatrics, và Salesforce.com.[9]
- Ngày 25 tháng 6 năm 2007 - Google cộng thêm một số tính năng cho Google Apps bao gồm chuyển đổi email, cho phép khách hàng chuyển các dữ liệu email hiện hữu từ máy chủ IMAP.[10] Một bài báo trên ZDNet đã lưu ý rằng Google Apps hiện cung cấp một công cụ cho phép chuyển đổi từ các dịch vụ phổ biến Exchange Server và Lotus Notes, định vị Google như một giải pháp thay thế cho Microsoft và IBM.[11]
- Ngày 3 tháng 10 năm 2007 - Một tháng sau khi mua Postini, Google loan báo cộng thêm các tùy chọn tuân thủ và bảo mật email cho Google Apps Premier Edition. Khách hàng giờ có thêm khả năng cấu hình bộ lọc tốt hơn cho thư rác và virus, bổ sung các chính sách duy trì, phục hồi các thư đã xóa, và cấp quyền truy cập quản trị đối với tất cả các email.[12]
- Ngày 26 tháng 2 năm 2008 - Google giới thiệu Google Sites, một công cụ mới và đơn giản của Google Apps dùng tạo mạng nội bộ và các trang web cộng tác.[13]
- Ngày 9 tháng 6 năm 2010 - Google tung ra Google Apps Sync cho Microsoft Outlook, một trình ghép cho phép khách hàng đồng bộ hóa dữ liệu email, lịch và dữ liệu liên lạc của họ giữa Outlook và Google Apps.[14]
- Ngày 7 tháng 7 năm 2010 - Google thông báo các dịch vụ bao gồm Google Apps - Gmail, Google Calendar, Google Docs, và Google Talk - không còn ở dạng beta nữa.[15]
- Ngày 9 tháng 3 năm 2010 - Google khai trương Google Apps Marketplace, một cửa hàng trực tuyến cho các ứng dụng kinh doanh tích hợp với Google Apps của bên thứ ba, tạo sự dễ dàng hơn cho người sử dụng và phần mềm kinh doanh trên đám mây. Các nhà cung cấp cùng tham gia bao gồm Intuit, Appirio, và Atlassian.[16]
- Ngày 26 tháng 7 năm 2010 - Google giới thiệu Google Apps cho Chính phủ, một phiên bản Google Apps được thiết kế để đáp ứng cho các nhu cầu bảo mật và chính sách đặc thù trong quản lý công. Google Apps cũng được công nhận là bộ ứng dụng điện toán đám mây đầu tiên giành được chứng nhận và công nhận của Đạo Luật Quản lý Bảo Mật Thông tin Liên Bang (FISMA).[17]
- Ngày 26 tháng 4 năm 2011 - Gần 5 năm sau khi ra mắt Google Apps, Google công bố việc các tổ chức có trên 10 người sử dụng sẽ không còn được hưởng quyền dùng phiên bản miễn phí của Google Apps nữa. Thay vào đó họ sẽ phải đăng ký dùng phiên bản trả tiền, hiện được gọi là Google Apps for Business. Một gói tính phí linh hoạt cũng được đưa ra, cung cấp cho khách hàng tùy chọn thanh toán $5 mỗi người dùng mỗi tháng không có cam kết hợp đồng.[18]
- Ngày 28 tháng 3 năm 2012 - Google tung ra Google Apps Vault, một dịch vụ Khám phá Điện Tử tùy chọn và lưu trữ cho Google Apps cho các khách hàng doanh nghiệp.[19]
- Ngày 24 tháng 4 năm 2012 - Google giới thiệu Google Drive, một nền tảng cho lưu trữ và chia sẻ các tập tin. Mỗi người dùng Google Apps for Business được cung cấp 5GB dung lượng lưu trữ, với tùy chọn có thể mua thêm.[20] Các nhà quan sát nhận thấy rằng Google hiện đã bước vào thị trường lưu trữ đám mây, cạnh tranh với các nhà cung cấp như Dropbox và Box.[21]
- Ngày 6 tháng 12 năm 2012 - Google thông báo việc phiên bản miễn phí của Google Apps sẽ không còn khả dụng cho các khách hàng mới nữa.[22]
- Ngày 13 tháng 5 năm 2014 - Google tăng thêm dung lượng lưu trữ trên ổ Drive cho các khách hàng của Google Apps. Google đã kết hợp dung lượng 25GB trên Gmail và 5GB trên Drive, tăng lên thành 30GB tổng cộng cho mỗi người dùng để sử có thể dụng cho tất cả các sản phẩm Apps kể cả Gmail và Google Drive.[23]
- Ngày 10 tháng 3 năm 2014 - Google tung ra Chương Trình Giới thiệu Google Apps, thưởng cho những người tham dự $15 trên mỗi người dùng Google Apps mới mà họ giới thiệu.[24]
- Ngày 25 tháng 6 năm 2014 - Google công bố Drive for Work, một sản phẩm Google Apps mới cung cấp các tính năng lưu trữ tập tin không giới hạn, lập báo cáo kiểm toán tiên tiến và các kiểm soát bảo mật mới với giá $10 mỗi người dùng mỗi tháng.[25]
- Ngày 2 tháng 9 năm 2014 - Google Enterprise, bộ phận sản phẩm doanh nghiệp của công ty, đã chính thức được đổi tên thành Google for Work. "Chúng tôi chưa bao giờ có ý định tạo ra một sản phẩm 'doanh nghiệp' truyền thống, chúng tôi muốn tạo ra một cách mới để thực hiện công việc", Eric Schmidt, chủ tịch điều hành của Google giải thích. "Vì vậy, đã đến lúc cho chúng tôi đổi tên để bắt kịp với hoài bão của mình." Để phản ánh sự thay đổi lớn này, Google Apps for Business được đổi tên thành Google Apps for Work.[26]
- Ngày 14 tháng 11 năm 2014 - Trong phiên bản miễn phí của Google Apps, các tên miền thứ cấp không được hỗ trợ. Phiên bản miễn phí của Google Apps hỗ trợ bí danh tên miền.[27]
- Ngày 29 tháng 9 năm 2016 - Google thông báo thay đổi nhận diện thương hiệu Google Apps thành G Suite.
- Ngày 25 tháng 10 năm 2016 - Google cho ra mắt sản phẩm phần cứng đầu tiên của G Suite là Jamboard, một bảng trắng rộng 55 inch có thể kết nối với máy chủ đám mây.
- Ngày 1 tháng 5 năm 2022, Google sẽ chính thức dừng việc áp dụng phiên bản miễn phí cho các khách hàng đã đăng ký chương trình này trước 6 tháng 12 năm 2012.[28]

## Sản phẩm
Bộ sản phẩm và dịch vụ G Suite bao gồm Gmail, Google Calendar, Google Drive, Hangouts, Google Docs, Google Sheets, Google Slides, Google Forms, Google Sites, Google+, và Google Apps Vault. Ngoại trừ Google Apps Vault, tất cả các sản phẩm đều được bao gồm trong gói cơ bản với giá $5 mỗi người dùng mỗi tháng hoặc $50 mỗi người dùng mỗi năm. Một gói đặc thù, Drive for Work, bao gồm Google Apps Vault cộng thêm dung lượng lưu trữ không giới hạn được cung cấp với giá $10 mỗi người dùng mỗi tháng.
Nếu bạn sử dụng mã khuyến mại Google Workspace, bạn có thể nhận được 10% chiết khấu trong năm đầu tiên.

### Gmail
Ra mắt trong một buổi giới thiệu hạn chế ngày 1 tháng 4 năm 2004, Gmail hiện là dịch vụ email trên web phổ biến nhất trên thế giới. Nó đã trở thành ứng dụng mở dành cho tất cả mọi người tiêu dùng vào năm 2007. Tính đến tháng 6 năm 2012, theo Google, đã có 425 triệu người sử dụng Gmail.
Phiên bản miễn phí dành cho người tiêu dùng của Gmail được hỗ trợ bởi các quảng cáo liên quan đến nội dung các thông điệp email của người dùng. Các tính năng phổ biến bao gồm 15GB dung lượng lưu trữ miễn phí, hội thoại phân luồng, năng lực tìm kiếm mạnh và giao diện app-like.
Ngoài những tính năng tương tự như phiên bản miễn phí, Gmail trong G Suite bổ sung thêm một số tính năng được thiết kế riêng cho những người dùng doanh nghiệp.
Các tính năng này bao gồm:
- Email tùy chỉnh bao gồm tên miền riêng của khách hàng (@congtycuaban.com)
- Đảm bảo thời gian hoạt động không ngắt 99,9% với thời gian chết để bảo trì theo lịch trình bằng không[36]
- Hoặc 30GB hoặc lưu trữ không giới hạn chia sẻ với Google Drive, tùy thuộc vào gói dịch vụ
- Không có quảng cáo
- Hỗ trợ khách hàng 24/7
- Google Apps đồng bộ cho Microsoft Outlook[35]

### Google Drive
Dịch vụ đồng bộ hóa và lưu trữ tập tin của Google được phát hành vào ngày 24 tháng 4 năm 2012,, ít nhất sáu năm kể từ khi bắt đầu có những tin đồn về các sản phẩm này. Thông báo chính thức của Google đã mô tả Google Drive là "một nơi bạn có thể tạo, chia sẻ, cộng tác, và lưu giữ tất cả mọi thứ của mình".
Với Google Drive, người dùng có thể tải bất kỳ loại tập tin nào lên đám mây, chia sẻ chúng với những người khác và truy cập chúng từ bất kỳ máy tính, máy tính bảng, hay điện thoại thông minh nào. Người dùng có thể dễ dàng đồng bộ tập tin giữa các máy tính của họ với đám mây bằng một ứng dụng dùng cho máy tính để bàn cho Mac và PC. Ứng dụng này sẽ đặt một thư mục đặc biệt trên máy tính của họ và mọi thay đổi trên tập tin sẽ được đồng bộ lên Drive, trên web và trên các thiết bị. Phiên bản dành cho người tiêu dùng của Google Drive bao gồm 15GB dung lượng lưu trữ chia sẻ trên Gmail, Drive và Google+ Photos.
Khi được cung cấp như một phần của G Suite, Google Drive đi kèm với các tính năng bổ sung được thiết kế để sử dụng cho doanh nghiệp. Các tính năng này bao gồm:
- Hoặc 30GB hoặc lưu trữ không giới hạn chia sẻ với Gmail, tùy thuộc vào gói dịch vụ
- Hỗ trợ khách hàng 24/7
- Kiểm soát chia sẻ cho phép duy trì sự riêng tư của các tập tin cho đến khi khách hàng quyết định chia sẻ chúng
- Lập báo cáo và kiểm toán tiên tiến[40]

### Google Docs, Sheets, Slides, và Forms
Google Apps bao gồm các trình biên tập trực tuyến dùng tạo các tài liệu văn bản hoặc định dạng tập tin tài liệu, bảng tính, thuyết trình, và các khảo sát. Bộ công cụ này được phát hành lần đầu vào ngày 11 tháng 10 năm 2006, có tên là Google Docs & Spreadsheets.
Google Docs, Sheets, Slides, và Forms hoạt động trên mọi trình duyệt web hoặc trên mọi thiết bị di động hỗ trợ web. Các tài liệu, bảng tính, thuyết trình và khảo sát đều có thể được chia sẻ, bình luận và đồng biên tập theo thời gian thực. Các tính năng bổ sung bao gồm lịch sử sửa đổi không giới hạn cho phép lưu giữ tất cả những thay đổi ở một nơi an toàn và khả năng truy cập ngoại tuyến cho phép mọi người làm việc trên các tài liệu của họ mà không cần kết nối internet.
Ngày 25 tháng 6 năm 2014, Google giới thiệu tính năng chỉnh sửa bản địa cho các tập tin Microsoft Office trong Google Docs, Sheets, và Slides. Lặp lại những các nhận xét tương tự trong nhiều bài viết khác, một nhà báo của Mashable viết, "Google đang định vị rõ ràng các ứng dụng của mình như một giải pháp có chi phí hợp lý hơn cho các công ty có nhu cầu thỉnh thoảng chỉnh sửa các tập tin Office".

### Google Sites
Được giới thiệu ngày 28 tháng 2 năm 2008, Google Sites cho phép mọi người tạo và chỉnh sửa các trang web ngay cả khi họ không quen thuộc với HTML hay thiết kế web. Mọi người có thể xây dựng các trang web từ đầu hoặc từ các trang mẫu, tải lên các nội dung như hình ảnh và video, và kiểm soát quyền truy cập bằng cách gán quyền cho những người thích hợp để có thể xem và chỉnh mỗi trang.
Google Sites được khai trương như một phần của bộ ứng dụng Google Apps trả tiền nhưng đã sớm trở thành khả dụng cho nhiều người dùng. Khách hàng doanh nghiệp sử dụng Google Sites để xây dựng các trang web dự án, trang mạng nội bộ công ty, và các trang web mở dành cho công chúng.

### Google Calendar
Được thiết kế để tích hợp với Gmail, dịch vụ lịch trực tuyến của Google được cung cấp cho người tiêu dùng từ ngày 13 tháng 4 năm 2006. Nó sử dụng chuẩn iCal để hoạt động với các ứng dụng lịch khác.
Lịch trực tuyến của Google là một ứng dụng lịch tích hợp, chia sẻ và trực tuyến, được thiết kế dành cho các nhóm làm việc. Các doanh nghiệp có thể tạo ra các lịch biểu nhóm đặc biệt và chia sẻ chúng rộng rãi trong công ty. Lịch còn có thể được ủy thác cho người khác để quản lý lịch biểu và các sự kiện cụ thể. Mọi người cũng có thể dùng Google Calendar kiểm tra tình trạng của các phòng họp hay của các nguồn tài nguyên chia sẻ khác để sắp lịch cho các sự kiện.
Các tính năng hữu ích của Google Calendar bao gồm:
- Chia sẻ lịch với đồng nghiệp và những người khác để kiểm tra tài nguyên khả dụng
- Sắp xếp lịch biểu của các đồng nghiệp vào một khung nhìn để tìm kiếm thời gian khả dụng cho tất cả mọi người
- Sử dụng các ứng dụng di động hay đồng bộ với lịch tích hợp trên các thiết bị di động
- Xuất bản lịch cho trang web và tích hợp vào Google Sites
- Chuyển đổi đơn giản từ Exchange, Outlook, hoặc iCal, hay từ các tập tin.ics và.csv
- Đặt trước phòng họp và các tài nguyên chia sẻ chung[51]

### Google Hangouts
Ngày 15 tháng 5 năm 2013, Google loan báo sẽ thay thế các dịch vụ Google Talk, Google Voice, và Google+ Hangouts bằng một công cụ trò chuyện văn bản, thoại và video khác. Được biết dưới tên Google Hangouts, nó cho phép lên đến 10 người cho phiên bản tiêu dùng và lên đến 15 người cho phiên bản doanh nghiệp cùng tham gia đàm luận từ máy tính hay thiết bị di động của họ. Những người tham dự có thể chia sẻ màn hình của họ, xem và làm việc trên mọi thứ cùng nhau. Dịch vụ Hangouts On Air cho phép mọi người phát sóng trực tiếp chương trình lên Google+, YouTube và các trang web của họ.
Phiên bản của Hangouts đi kèm với G Suite hỗ trợ lên đến 15 người tham dự, và các quản trị viên có thể lựa chọn để giới hạn Hangouts chỉ cho những người trên cùng một tên miền, hạn chế sự truy cập của những người ngoài.
Ứng dụng Hangouts lưu giữ các thông điệp trực tuyến hệ thống điện tử trên đám mây của Google và cung cấp tùy chọn cho phép tắt lịch sử nếu người dùng muốn. Sự tích hợp với Google+ giúp lưu lại mọi bức ảnh người dùng chia sẻ với nhau trong một album chia sẻ riêng tư trên Google+.
Ngày 30 tháng 7 năm 2014, Google thông báo rằng tất cả các khách hàng Google Apps sẽ đều có quyền truy cập vào Hangouts, bao gồm cả những người không có tài khoản trên Google+. Google cũng hợp tác để tích hợp với các nhà cung cấp dịch vụ trò chuyện video khác - như Blue Jeans Network và Intercall. 
Google cũng loan báo rằng Hangouts được bao hàm dưới cùng Các Điều Khoản Dịch vụ tương tự như các sản phẩm G Suite khác như Gmail và Drive. Các khách hàng của Apps for Work cũng được hỗ trợ điện thoại 24/7 cho Hangouts, đảm bảo thời gian hoạt động không ngắt 99,9% và chứng nhận ISO27001 và SOC 2.
Ngày 19 tháng 12 năm 2014, Google thông báo qua bài đăng trên Google+ rằng họ đã đưa trở lại một trong những tính năng được yêu cầu nhiều nhất cho Hangouts trong Gmail. Các quản trị viên Apps có quyền kiểm soát giữ các thông điệp trạng thái chỉ thấy được trong mạng nội bộ.

### Google+
Dịch vụ mạng xã hội của Google, Google+, được khai trương ngày 28 tháng 6 năm 2011, trên cơ sở dùng thử chỉ dành cho những người được mời. Các nhà quan sát đánh giá rằng đây là nỗ lực mới nhất của Google nhằm thách thức nhà mạng xã hội khổng lồ Facebook. Trong khi Google+ đã vượt qua Twitter để trở thành mạng xã hội lớn thứ hai trên thế giới sau Facebook kể từ đầu năm 2013 theo công bố của GlobalWebIndex, nó cũng bị chỉ trích vì làm thất vọng người dùng và thất bại trong việc tạo ra các lưu lượng chia sẻ.
Ngày 27 tháng 10 năm 2011, Google loan báo sự khả dụng của Google+ dành cho người dùng Google Apps tại các trường đại học, nơi làm việc và gia đình.
Ngày 29 tháng 8 năm 2012, Google thông báo việc thiết kế các tính năng Google+ cho các tổ chức, sau khi đã thu thập đủ thông tin phản hồi từ các khách hàng doanh nghiệp tham gia chương trình thử nghiệm. Các tính năng này bao gồm chia việc sẻ riêng tư trong tổ chức và kiểm soát quản trị để giới hạn sự khả kiến của các hồ sơ và bài viết.
Ngày 5 tháng 11 năm 2013, Google bổ sung thêm một lớp bảo mật cho các nhóm giới hạn chỉ cho phép những người trong cùng tổ chức tham gia. Các nhà quản trị có tùy chọn để thiết lập các nhóm giới hạn theo mặc định và lựa chọn khi nào thì cho phép người ngoài tham gia.
Google+, trong vai trò là kết nối cho doanh nghiệp nhận được nhiều đánh giá trái chiều từ các chức năng trợ giúp cho các doanh nghiệp nhỏ gây được sự chú ý trực tuyến  đến việc gây khó hiểu cho mọi người đối với việc xây dựng thương hiệu đến việc trở thành một người chơi quan trọng trong chiến lược tiếp thị mạng xã hội cho các doanh nghiệp. Nhiều bài báo trực tuyến nhấn mạnh rằng sự hiện diện của doanh nghiệp trên Google+ trợ giúp cho các doanh nghiệp đạt được các thứ hạng kết quả tìm kiếm tốt hơn trên Google vì các bài viết và chia sẻ trên Google+ sẽ được lập chỉ mục ngay lập tức bởi Google.

### Google Apps Vault
Google Apps Vault, một dịch vụ lưu trữ và eDiscovery độc quyền cho các khách hàng Google Apps, được công bố vào ngày 28 tháng 3 năm 2012. Vault cho phép khách hàng tìm kiếm và duy trì các thông điệp email có thể có liên quan đến việc kiện tụng. Nó cũng giúp họ quản lý các dữ liệu của doanh nghiệp một cách thông suốt, tuân thủ và điều tiết. Tính đến ngày 25 tháng 6 năm 2014, các khách hàng Vault cũng có thể tìm kiếm, xem trước và xuất các tập tin Google Drive.
Google Apps Vault được kèm theo như một phần của Drive for Work với khả năng lưu trữ không giới hạn, được cung cấp với giá $10 cho mỗi người dùng mỗi tháng.

## Định giá
Mỗi khách hàng tiềm năng đăng ký G Suite sẽ được dùng thử miễn phí 30 ngày cho số lượng lên tới 10 người dùng. Sau khi dùng thử, họ có thể chọn một gói dịch vụ thường niên $50 mỗi người dùng mỗi năm hoặc chọn gói linh hoạt ở mức $5 mỗi người dùng mỗi tháng hay $60/năm. Việc thanh toán cho cả hai gói đều được thực hiện hàng tháng.
Với gói linh hoạt, khách hàng có thể tùy chọn thêm khả năng lưu trữ không giới hạn và Google Apps Vault với tổng chi phí hàng tháng là $10 cho mỗi người dùng. Đối với các tổ chức có dưới năm người dùng, tùy chọn này đặt ra hạn trần dung lượng lưu trữ ở 1TB cho mỗi người dùng.

## Bảo mật
Google tuyên bố rằng họ không sở hữu dữ liệu của khách hàng. Dữ liệu được lưu trữ tại các trung tâm dữ liệu của Google và chỉ các nhân viên có phận sự mới được quyền truy cập. Họ không chia sẻ dữ liệu với những người khác, sẽ chỉ lưu giữ các dữ liệu với thời gian theo như yêu cầu của khách hàng, và khách hàng có quyền lấy lại dữ liệu nếu họ di chuyển ra khỏi Google Apps.
Google Apps cung cấp sự tuân thủ và năng lực bảo mật cấp doanh nghiệp, bao gồm chứng nhận SSAE 16 / ISAE 3402 Type II, SOC 2-audit, tuân thủ theo Những Nguyên Tắc Bảo Mật Safe Harbor, và có thể hỗ trợ các yêu cầu công nghiệp chuyên dụng như Health Insurance Portability and Accountability Act (HIPAA). Google tuyên bố rằng tính năng chặn thư rác được tích hợp vào Google Apps, có tích hợp kiểm tra virus và kiểm tra các tài liệu trước khi cho phép người dùng tải về bất kỳ thông điệp nào.
Google đảm bảo rằng tất cả các tập tin được tải lên Google Drive đều được mã hóa, và mọi email mọi người gửi hoặc nhận cũng đều được mã hóa khi chúng di chuyển trong nội bộ giữa các trung tâm dữ liệu. Trong một bài viết trên blog, Google for Work tuyên bố rằng họ có cam kết hợp đồng mạnh mẽ trong việc bảo vệ các thông tin của khách hàng và không hiển thị quảng cáo hoặc thu thập thông tin khách hàng cho mục đích quảng cáo.

## Sử dụng
Google Apps tuyên bố rằng trên 5 triệu doanh nghiệp đang sử dụng các công cụ của họ, hoặc phiên bản miễn phí hoặc phiên bản trả tiền. Theo Amit Singh - Chủ tịch Google for Work, 60% các công ty Fortune 500 hiện đang sử dụng các dịch vụ Google for Work. Khách hàng đến từ tất cả các ngành công nghiệp trên toàn cầu, bao gồm Uber, All Saints, BuzzFeed, Design Within Reach, Virgin, PwC và còn nhiều nữa. Nhiều khách hàng đang sử dụng Apps khác cũng được nêu danh trên trang khách hàng Apps.

## Các Đại Lý và Người Giới thiệu Google
Google có một hệ thống đại lý giúp các khách hàng tiềm năng xây dựng và chạy trên Apps. Niên Giám Đối Tác giúp mọi người tìm đối tác. Ngày 10 tháng 3 năm 2014, Google tung ra chương trình người giới thiệu, thưởng cho người giới thiệu $15 trên mỗi người đăng ký sử dụng dịch vụ mà họ giới thiệu. Chương trình này ban đầu dành cho tất cả những người ở Mỹ và Canada. Quy định của chương trình giới thiệu chỉ ra rằng mọi người đều có thể giới thiệu một số lượng khách hàng không giới hạn, nhưng họ sẽ được trao thưởng cho 100 người dùng đầu tiên của mỗi khách hàng họ giới thiệu.
Ngày 4 tháng 12 năm 2014, Google giới thiệu Google for Work và Chương Trình Đối Tác Giáo dục nhằm giúp các đối tác bán hàng, cung cấp dịch vụ và đổi mới với bộ sản phẩm và nền tảng Google for Work và Giáo dục.

## Google Apps Marketplace
Google Apps Marketplace ra mắt vào năm 2010, là một kho hàng trực tuyến với các ứng dụng đám mây hướng đến người dùng doanh nghiệp giúp bổ sung thêm các chức năng cho Google Apps. Marketplace cho phép các nhà quản trị tìm kiếm, mua và triển khai các ứng dụng đám mây tích hợp hướng đến người dùng doanh nghiệp. Kho hàng này áp dụng cho Google Apps, G Suite, và Google Apps for Education.
Các nhà phát triển cũng có thể phát triển các ứng dụng trên Marketplace và bán các ứng dụng và dịch vụ trong Marketplace. Ngày 6 tháng 3 năm 2014, Google chia sẻ rằng các khách hàng Google Apps đã tăng thêm hơn 200 triệu cài đặt từ Marketplace kể từ khi khai trương năm 2010.
Ngày 17 tháng 9 năm 2014, Google phát hành một bài viết blog cho biết rằng các nhân viên có thể tự cài đặt các ứng dụng của bên thứ ba từ Marketplace mà không cần phải liên hệ với các quản trị viên.

## Đánh Giá Trực Tuyến
Google Apps đã nhận được nhiều đánh giá trực tuyến tích cực với điểm số trung bình đạt 4-5 sao trên thang điểm 5 sao. Các đánh giá khen ngợi Google Apps về giá cả cạnh tranh, cung cấp bộ sản phẩm trọn gói, cài đặt dễ dàng, và hoạt động tốt trên mọi thiết bị. Một số nhận xét tiêu cực thì chỉ ra rằng Google Apps, Google Presentations và Google Documents thiếu một vài tính năng cho phép khởi tạo các tài liệu trông chuyên nghiệp như thực hiện trong Powerpoint và Microsoft Word.

## Cạnh Tranh
Đối thủ cạnh tranh chính của bộ Google Apps là Microsoft Office 365 - dịch vụ dựa trên đám mây của Microsoft bao gồm các sản phẩm tương tự dành cho các doanh nghiệp. Nhiều đánh giá trực tuyến khác nhau đã được nêu ra về việc bộ sản phẩm nào là tốt hơn. Các đánh giá lưu ý rằng Google Apps và Microsoft 365 là tương tự nhau về xếp hạng, nhưng chúng rất khác nhau về tính năng.
Sự khác biệt chính là ở việc định giá gói dịch vụ, khả năng lưu trữ và số lượng các tính năng. Microsoft 365 có xu hướng có nhiều tính năng hơn so với Google Apps, nhưng nhiều trong số các tính năng này không được dùng đến. Google không công bố doanh thu hoặc số liệu người dùng, vì vậy các nhà đánh giá khó so sánh thành công của Google Apps so với Microsoft Office về tiêu chí này. Tính đến tháng 10 năm 2014, Microsoft có 7 triệu khách hàng dùng sản phẩm Office 365 và tăng 25% trong quý cuối. Microsoft cũng thông báo cung cấp miễn phí dung lượng lưu trữ không giới hạn cho các khách hàng mua phiên bản đám mây của Microsoft Office 365.
Hiện không có nhà khởi nghiệp nào cạnh tranh với bộ sản phẩm Google Apps vì chi phí cho việc cạnh tranh trên một sản phẩm, như email, cũng đã quá cao và khó có cơ hội đem lại doanh thu.
Với SKU mới của Google Apps, Apps với Dung Lượng Không Giới Hạn và Vault, Google Apps đã thu hút các đối thủ cạnh tranh mới - đó là Box, Dropbox và OneDrive.

## Các Sản Phẩm Liên Quan
G Suite là một phần trong số nhiều sản phẩm khác nằm trong các sản phẩm cho công việc của Google. Các sản phẩm này bao gồm Google Cloud Platform, Google Search for Work, Google Maps for Work, Google Chrome for Work.

## Tham chiếu
1. ↑  Google (ngày 2 tháng 12 năm 2014). "What's included in Google Apps for Work?". Google. Bản gốc lưu trữ ngày 3 tháng 12 năm 2014. Truy cập ngày 2 tháng 12 năm 2014. {{Chú thích web}}: |tác giả 1= có tên chung (trợ giúp)
2. ↑  "Article in Wired". Wired. ngày 7 tháng 10 năm 2011. Truy cập ngày 7 tháng 10 năm 2011.
3. ↑  Metz, Cade (ngày 3 tháng 3 năm 2010). "Article in Mashable". Mashable. Truy cập ngày 3 tháng 3 năm 2010.
4. ↑  Metz, Cade (ngày 21 tháng 2 năm 2014). "Article in Business Bee". Business Bee. Truy cập ngày 21 tháng 2 năm 2014.
5. ↑  "Article in CNet". Cnet. ngày 2 tháng 9 năm 2014. Truy cập ngày 2 tháng 9 năm 2014.
6. ↑  "Big mail on campus". Google.
7. ↑  "Google Launches Hosted Communications Services". Google.
8. ↑  "Google Announces Education News at Educause". Google.
9. ↑  "Google Introduces New Business Version of Popular Hosted Applications". Google.
10. ↑  "Update on Google Wave". The Google Wave Blog. Google. ngày 4 tháng 8 năm 2010.
11. ↑  "Google  improves Apps, offers organization clear path off Echange, Notes, etc. to Gmail". ZDNet. Truy cập ngày 25 tháng 6 năm 2007.
12. ↑  "Google Adds Postini's Security and Compliance Capabilities to Google Apps". Google.
13. ↑  "Google Sets Its Sites on Google Apps". Google.
14. ↑  "Use Microsoft Outlook with Google Apps for email, contacts, and calendar". Google.
15. ↑  "Google Apps is out of beta (yes, really)". Google.
16. 1 2  "Open for business: the Google Apps Marketplace". Google.
17. ↑  "Introducing Google Apps for Government". Google.
18. ↑  "Helping small businesses start and manage Google Apps for Business". Google.
19. ↑  "Google Apps Vault Brings Information Governance to Google Apps". Google.
20. ↑  "Introducing Google Drive, the newest member of Google Apps". Google.
21. ↑  "Google Drive joins the battle of the cloud". USA Today. Bản gốc lưu trữ ngày 23 tháng 12 năm 2014. Truy cập ngày 22 tháng 5 năm 2015.
22. ↑  Ibel, Max (ngày 24 tháng 4 năm 2012). "USA Today: Google Drive joins the battle of the cloud". Googleblog.blogspot.com. Bản gốc lưu trữ ngày 23 tháng 12 năm 2014. Truy cập ngày 24 tháng 4 năm 2012.
23. ↑  "Bringing it all together for Google Apps customers: 30GB shared between Drive and Gmail". Google.
24. ↑  "Introducing the Google Apps Referral Program: Share a better way of working with customers, friends and networks". Google.
25. ↑  "Google Drive for Work". Google. Bản gốc lưu trữ ngày 17 tháng 6 năm 2015. Truy cập ngày 22 tháng 5 năm 2015.
26. 1 2  "Introducing Google for Work (the artist formerly known as Enterprise)". Google.
27. ↑  "Google Product Forums". Google.
28. ↑  "G Suite legacy free edition - Google Workspace Admin Help". support.google.com. Truy cập ngày 3 tháng 3 năm 2022.
29. ↑  "Google Apps for Work Products". Google. Bản gốc lưu trữ ngày 13 tháng 3 năm 2015. Truy cập ngày 22 tháng 5 năm 2015.
30. 1 2 3  "Google Apps for Work Pricing". Google. Bản gốc lưu trữ ngày 26 tháng 5 năm 2015. Truy cập ngày 22 tháng 5 năm 2015.
31. ↑  Metz, Cade (ngày 1 tháng 4 năm 2014). "Article in BGR". Wired. Truy cập ngày 1 tháng 4 năm 2014.
32. ↑  Metz, Cade (ngày 28 tháng 6 năm 2012). "Gmail finally blows past Hotmail to become the world's largest email service". Venture Beat. Truy cập ngày 28 tháng 6 năm 2012.
33. ↑  Metz, Cade (ngày 1 tháng 4 năm 2014). "How Gmail Happened: The Inside Story of Its Launch 10 Years Ago". Time. Truy cập ngày 1 tháng 4 năm 2014.
34. ↑  Metz, Cade (ngày 1 tháng 4 năm 2014). "Gmail turns 10: Six reasons why it is the world's most popular webmail service". BGR. Truy cập ngày 1 tháng 4 năm 2014.
35. 1 2  "Gmail for Work". Google. Bản gốc lưu trữ ngày 26 tháng 5 năm 2015. Truy cập ngày 22 tháng 5 năm 2015.
36. ↑  "Official Google for Work Blog". Google.
37. 1 2  "Introducing Google Drive... yes, really". Google.
38. ↑  Metz, Cade (ngày 6 tháng 3 năm 2006). "Google Drive: What we know so far". Tech Crunch. Truy cập ngày 6 tháng 3 năm 2006.
39. ↑  Metz, Cade (ngày 11 tháng 12 năm 2014). "OneDrive, Dropbox, Google Drive, and Box: Which cloud storage service is right for you?". CNet. Truy cập ngày 11 tháng 12 năm 2014.
40. ↑  "Google Drive for Work". Google. Bản gốc lưu trữ ngày 26 tháng 5 năm 2015. Truy cập ngày 22 tháng 5 năm 2015.
41. ↑  "Google for Work products". Google. Bản gốc lưu trữ ngày 13 tháng 3 năm 2015. Truy cập ngày 22 tháng 5 năm 2015.
42. ↑  "Google Announces Google Docs & Spreadsheets". Google.
43. ↑  "Official Google Apps for Work products". Google. Bản gốc lưu trữ ngày 13 tháng 3 năm 2015. Truy cập ngày 22 tháng 5 năm 2015.
44. ↑  "Work with any file, on any device, any time with new Docs, Sheets, and Slides". Google.
45. ↑  Metz, Cade (ngày 25 tháng 8 năm 2014). "Google Brings Native MS Office Editing Features To Its iOS Productivity Apps, Launches Slides For iOS". Tech Crunch. Truy cập ngày 25 tháng 8 năm 2014.
46. 1 2  "Google Sets Its Sites on Google Apps". Google.
47. ↑  "Google Sites now open to everyone". Google.
48. ↑  "Learn Google Apps for Work". Google. Bản gốc lưu trữ ngày 10 tháng 5 năm 2015. Truy cập ngày 22 tháng 5 năm 2015.
49. ↑  "It's about time". Google.
50. ↑  "Google Calendar for Work". Google. Bản gốc lưu trữ ngày 26 tháng 5 năm 2015. Truy cập ngày 22 tháng 5 năm 2015.
51. 1 2  "Google Calendar for Work". Google. Bản gốc lưu trữ ngày 26 tháng 5 năm 2015. Truy cập ngày 22 tháng 5 năm 2015.
52. ↑  "Google Calendar vs. Google Calendar for Business". Chron.
53. ↑  "Google launches Hangouts, a new unified, cross-platform messaging service for iOS, Android and Chrome". Chron.
54. ↑  "Google Hangouts". Google.
55. ↑  "Google+ Hangouts get bigger video player, screen sharing available to all". Chron.
56. ↑  "Google Hangouts for Work". Google. Bản gốc lưu trữ ngày 26 tháng 5 năm 2015. Truy cập ngày 22 tháng 5 năm 2015.
57. ↑  "Making it easier to bring Hangouts to work". Google.
58. ↑  "Google Plus". Google.
59. 1 2  "Exclusive: Inside Hangouts, Google's big fix for its messaging mess". The Verge.
60. ↑  "Google Sends Hangouts to Work, Enhances Chromebox for Meetings". Re/code.
61. ↑  "Hangouts Now Works Without Google+ Account, Becomes Part Of Google Apps For Business And Gets SLA". Tech Crunch.
62. ↑  "Even more reasons to meet face-to-face". Google.
63. ↑  "Custom status messages for Google Hangouts". Google.
64. ↑  "Introducing the Google+ project: Real-life sharing, rethought for the web". Google.
65. ↑  "Facebook's Newest Challenger: Google Plus". NPR.
66. ↑  "Google cạnh tranh Facebook bằng mạng xã hội Google+". Bản gốc lưu trữ ngày 24 tháng 5 năm 2015. Truy cập ngày 24 tháng 5 năm 2015.
67. ↑  "Here Is The Little-Known Way Google Juices User Traffic On Google+". Business Insider.
68. ↑  Google+ trở thành mạng xã hội phổ biến thứ 2 thế giới
69. ↑  Vẻ đẹp bi kịch' của mạng xã hội Google+
70. ↑  "Google Plus: three years old and still failing as a social network". ZDNet.
71. ↑  "Google+ nối dài cơn ác mộng mạng xã hội của Google?". Bản gốc lưu trữ ngày 24 tháng 5 năm 2015. Truy cập ngày 24 tháng 5 năm 2015.
72. ↑  "Google+ is now available with Google Apps". Google.
73. ↑  "Private conversations with restricted Google+ communities". Google.
74. ↑  "Seven Ways to Use Google+ at Work". PC World.
75. ↑  "Seven Ways to Use Google+ at Work". PC World.
76. ↑  "Google+ Is Now An Enterprise Social Network? Who Knew?". Forbes.
77. ↑  "5 Reasons Why Your Business Still Needs Google+". Business 2 Community.
78. ↑  "3 Ways Google+ Helps Your Business". Business 2 Community.
79. ↑  "Google Apps Vault Brings Information Governance to Google Apps". Google.
80. ↑  "Google Apps Vault gets targeted legal holds to let organizations keep specific information in emails". The Next Web.
81. ↑  "Official Google for Work Blog". Google.
82. ↑  "Google Apps for Work Pricing". Bản gốc lưu trữ ngày 26 tháng 5 năm 2015. Truy cập ngày 22 tháng 5 năm 2015.
83. ↑  "Evaluate Google Apps for Work". Google. Bản gốc lưu trữ ngày 21 tháng 8 năm 2015. Truy cập ngày 22 tháng 5 năm 2015.
84. 1 2  "Google Apps for Work Security". Google. Bản gốc lưu trữ ngày 21 tháng 8 năm 2015. Truy cập ngày 22 tháng 5 năm 2015.
85. ↑  "Security and privacy from Google Apps for Work". Google.
86. ↑  "Google Launches Drive For Work With Unlimited Storage For $10/Month". Tech Crunch.
87. 1 2  "Data security in 2014: Make it more difficult for others to attack and easier for you to protect". Google.
88. ↑  "When Google Apps Fails at being a User Directory". Google.
89. ↑  "Google Reboots Its Business Software Operation as 'Google for Work'". Wired.
90. ↑  "Working on the go gets easier with Google and Uber". Google.
91. ↑  "Official Google for Work Blog". Google.
92. ↑  "Google Apps and Drive feed the buzz at BuzzFeed". Google.
93. ↑  "Google Apps is the Perfect Fit for Design Within Reach". Google.
94. ↑  "PwC and Google: bringing transformation to work". Google.
95. ↑  "Google Apps for Work Customers". Google. Bản gốc lưu trữ ngày 26 tháng 5 năm 2015. Truy cập ngày 22 tháng 5 năm 2015.
96. ↑  "Google Apps for Work Partern Referral". Google. Bản gốc lưu trữ ngày 18 tháng 11 năm 2015. Truy cập ngày 22 tháng 5 năm 2015.
97. ↑  "Google launches referral program for Google Apps, offers $15 for each new user you convince to sign up". The Next Web.
98. ↑  "Introducing the Google for Work & Education Partner Program". Google.
99. 1 2  "Google Apps Marketplace overview". Google.
100. ↑  "Google Apps Marketplace: to administrators and beyond". Google.
101. ↑  "Spcieworks Google Apps". Spiceworks. Bản gốc lưu trữ ngày 23 tháng 12 năm 2014. Truy cập ngày 22 tháng 5 năm 2015.
102. 1 2  "Can Google's online offering deliver the tools you need to get things done?". Tech Radar.
103. ↑  "10 comparisons between Google Apps and Office 365". Tech Republic.
104. ↑  "Google to offer schools, students unlimited storage for free". CNet.
105. 1 2 3  "Microsoft Just Made Its Google Apps Killer Much More Attractive". Business Insider.
106. ↑  "OneDrive, Dropbox, Google Drive, and Box: Which cloud storage service is right for you?". CNet.
107. ↑  "Google for Work solutions". Google.